# Padre Las Casas (Repubblica Dominicana)
Padre Las Casas è un comune della Repubblica Dominicana di 51.403 abitanti, situato nella Provincia di Azua. Comprende, oltre al capoluogo, quattro distretti municipali: La Siembra, Las Lagunas, Monte Bonito e Los Fríos.